# 益田組
益田組（ますだぐみ）は、神奈川県横浜市中区長者町に本部を置く暴力団。指定暴力団山口組の二次団体。

## 歴史

### 初代益田組
益田佳於が結成。

## 歴代組長
- 初代：益田佳於（五代目山口組顧問）[2]
- 二代目：島田俊正（島田組初代組長）[1]
- 三代目 : 山嵜昌之（六代目山口組若中）

## 最高幹部
三代目益田組
- 組長 - 山嵜昌之（六代目山口組若中）

### 執行部
- 若頭 - 水島秀章（水島組組長）
- 舎弟頭 - 市田眞也（市田組組長）
- 本部長 - 武田 賢（武田組組長）
- 最高顧問 - 信濃哲也（二代目信濃組組長）
- 舎弟頭補佐 - 山土井 正光（二代目山土井組組長）
- 若頭補佐 - 森広 瑛（森広組組長）
- 若頭補佐 - 早坂正信（二代目佳心会会長）
- 若頭補佐 - 久保田 哲也（二代目玉木組組長）
- 若頭補佐 - 豊永昭弘（三代目島田組組長）

### 幹部
- 事務局長 - 宮之原 猛雄(宮之原組組長)
- 慶弔委員長 - 坂田宏樹（坂田組組長）
- 渉外委員長 - 吉田義政（市田組若頭）

### 舎弟
- 特別相談役 - 中島藤義（中島興業組長）
- 特別相談役 - 雨宮利光（正光会会長）
- 舎弟 - 岩崎 博（岩崎組組長）

### 若中
- 川嶋修一
- 村山竜也
- 庄次 学